# کوسی کیتاوچی
کوسی کیتاوچی (انگلیسی: Kosei Kitauchi؛ زادهٔ ۲۵ آوریل ۱۹۷۴) بازیکن فوتبال اهل ژاپن است.
از باشگاه‌هایی که در آن بازی کرده‌است می‌توان به باشگاه فوتبال ساگان توسو اشاره کرد.